# Meyers konstgjuteri
Meyers konstgjuteri, formellt Otto Meyers Konst- Metall- & Zinkgjuteri, grundades 1875 av Otto Meyer. Gjuteriet var beläget på olika adresser i Stockholm. Från och med år 1900 låg rörelsen i gårdshuset Västmannagatan 81 i Vasastan i Stockholm och fanns kvar till 1973. Merparten av det tidiga 1900-talets svenska stora konstgjutningar tillkom här, bland annat Sankt Göran och draken i Gamla stan, Karl IX:s ryttarstaty i Göteborg och Uppståndelsemonumentet på Skogskyrkogården.

## Historik

### Företaget och fabrikslokalerna
| Fabriken och kontoret, Ullrich & Hallquisths originalritningar, 4 april 1900. |  | Fabriken och kontoret, Ullrich & Hallquisths originalritningar, 4 april 1900. |
| Fabriken och kontoret, Ullrich & Hallquisths originalritningar, 4 april 1900. |  |                                                                               |

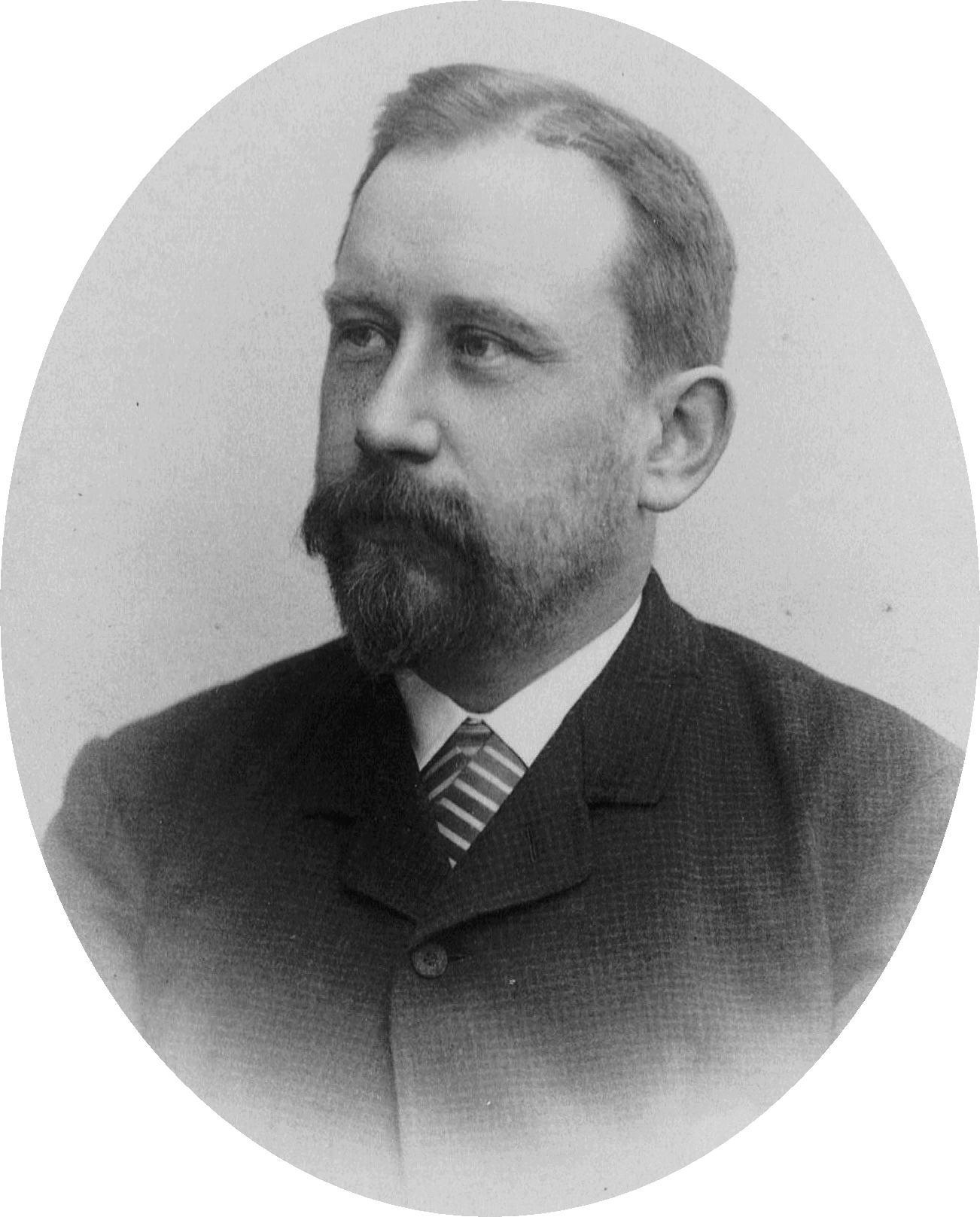
Otto Meyer, 1890-tal.

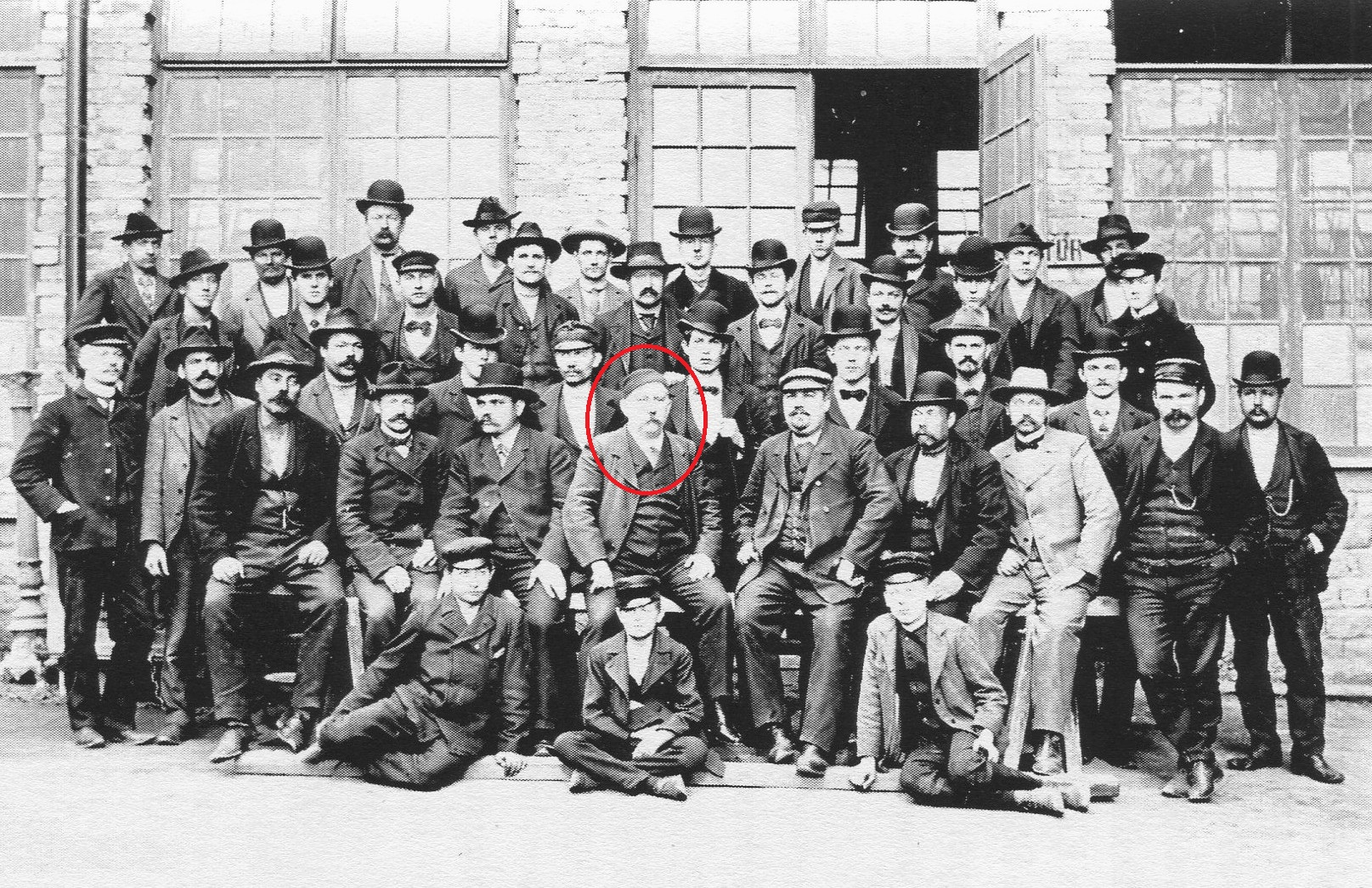
Arbetsstyrkan, chefen i röd ring, 1910-tal.

I källorna förekommer flera olika årtal för grundandet av Meyers konstgjuteri, både 1873, 1874 och 1875 nämns. Det mest sannolika året är 1875. Det var den 23 mars 1875 som Otto Meyer lät registrera en firma vilken beskrevs som Fabrik för gjutning och förfärdigande till afsalu af allehanda slags metallarbeten. Enligt Stockholms adresskalender från 1876 låg Meyers första egna gjuteri vid Nybrogatan 13.
Efter några år vid Nybrogatan flyttade firman till Löjtnantsgatan 2 (dagens Artillerigatan), med ingång från Ladugårdslands strandgata (dagens Strandvägen). Här skrev sig Meyer även vissa tider och kallas i adresskalendern omväxlande gjutare, metallgjutare och gelbgjutare. År 1884 var det dags att flytta igen, denna gång till närbelägna Kaptensgatan 7 i kvarteret Klippan där man stannade till 1896. Då hade Otto Meyers näst äldste bror, Julius, inträtt i firman under kort tid och företaget kallades Otto Meyer & K:i. Man flyttade en gång till inom samma kvarter; mellan 1897 och 1898 låg gjuteriet vid Kaptensgatan 6.
Efter ett kort mellanspel på Kungsholmen och Aktie Bolaget Förenade Konsgjuterieren f.d. Otto Meyer & Komp öppnade Meyer år 1900 sin verksamhet på Västmannagatan 71 (nuvarande 81) under namnet Otto Meyers Konst, Metall- & Zinkgjuteri. Tomten hade han förvärvat av Stockholms stad och själv bodde han med familjen på Västmannagatan 26 (dagens 38) och från 1909 till sin död 1933 på dagens Frejgatan 53 (dagens 73). 
Fabriksanläggningen med gjuteri och kontor låg på bakgården och uppfördes år 1900 efter ritningar av arkitektkontoret Ullrich & Hallquisth. Anläggningen var specialritad för verksamheten och bestod av en lägre fabriksdel i två våningar och en högre kontorsdel i fyra våningar. Stora fönster släppte dagsljus in i tillverkningslokalen och via en hög port kunde större föremål lyftas in i fabrikens övre våning som hade takfönster. Fasaderna utfördes putsade och smyckades med mönstermurade tegeldetaljer. Gathuset med bostäder byggdes 1909–1911 efter ritningar av arkitekt David Janzon. För båda stod Otto Meyer som byggherre.
Under sina glansdagar på 1900-talets början sysselsatte Meyers gjuteri ett 50-tal medarbetare. 1919 gick Otto Meyer i pension och hans närmaste man, Arne Spanier (1885–1971), fortsatte verksamheten under namnet Otto Meyer:s eftr. fram till 1973. Efter konstgjuteriets nedläggning förföll byggnaderna och rivning hotade. 1981 användes lokalerna till Meyerateljéerna; bland annat spelades Privatdetektiven Kant och Res aldrig på enkel biljett in här. 
Förfallet fortsatte till slutet av 1980-talet då en omfattande upprustning och restaurering av gårdshuset och Otto Meyers före detta konstgjuteri till arkitektkontor, ateljéer och liknande genomfördes. För ritningarna stod arkitektkontoret Bergström & Nilsson som även flyttade sin verksamhet hit. Idag är fastigheten blåmärkt av Stadsmuseet i Stockholm vilket innebär att den utgör "synnerligen höga kulturhistoriska värden". På Centrum för Näringslivshistoria finns ett omfattande arkiv om Otto Meyers liv och produktion.

Historiska bilder
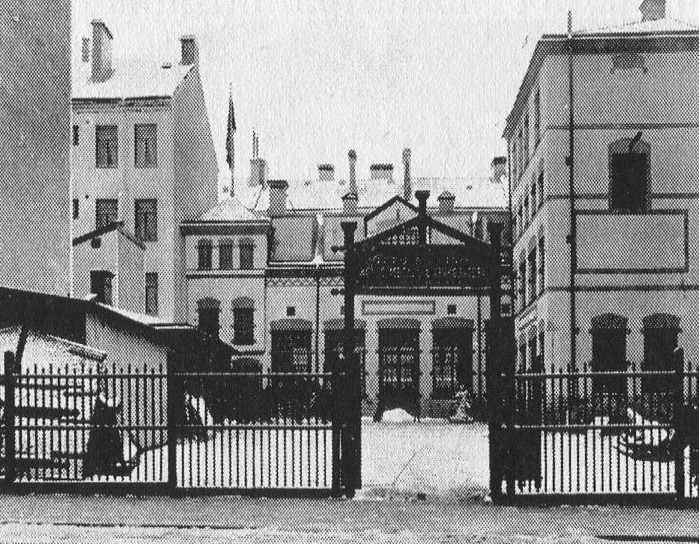
Gjuteriet vid Västmannagatan ca 1905, innan gathuset byggdes.
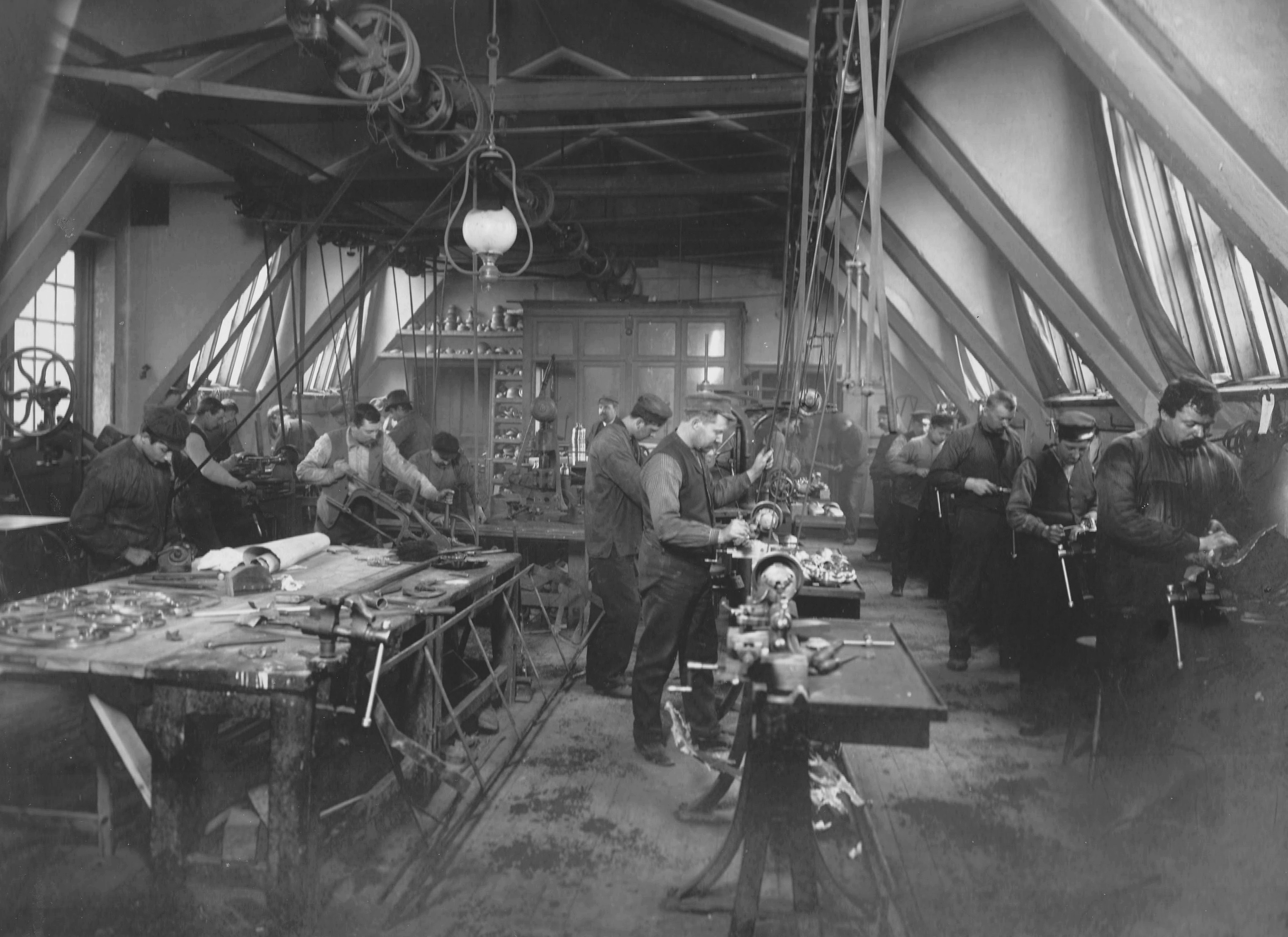
Övre våningen i gjuteriet, 1910-tal.
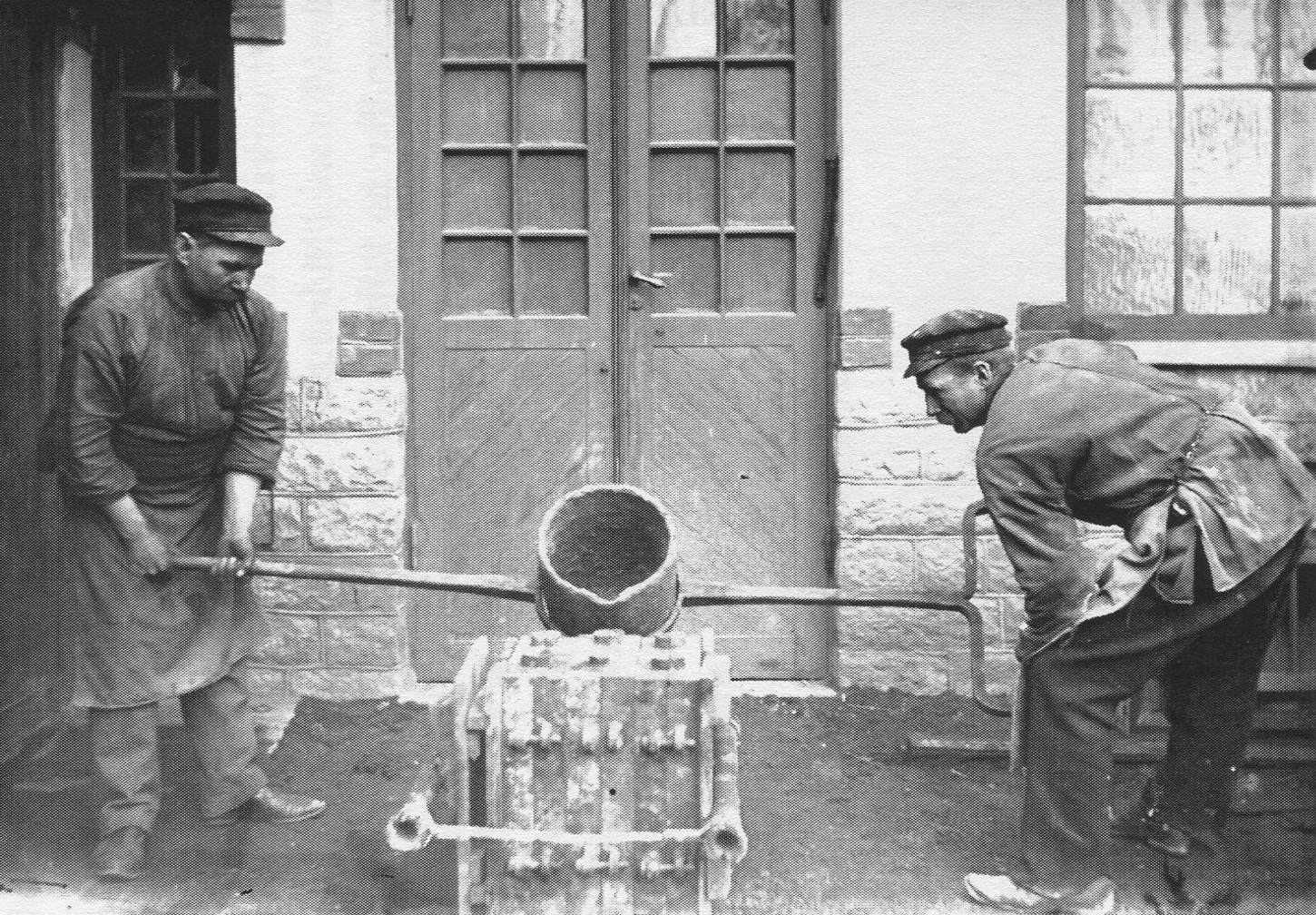
Utomhusgjutning, 1910-tal.
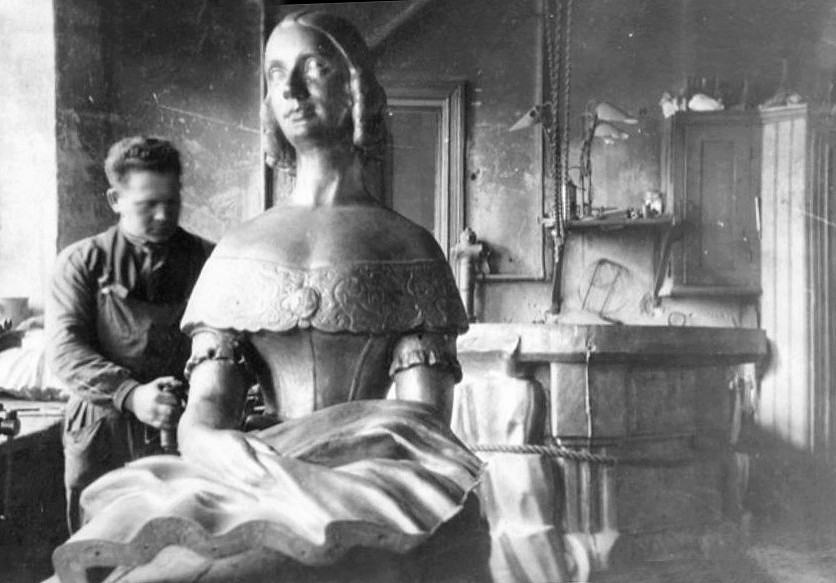
Gjutning av Jenny Lind, 1920-tal.

### Produktionen under Meyers tid

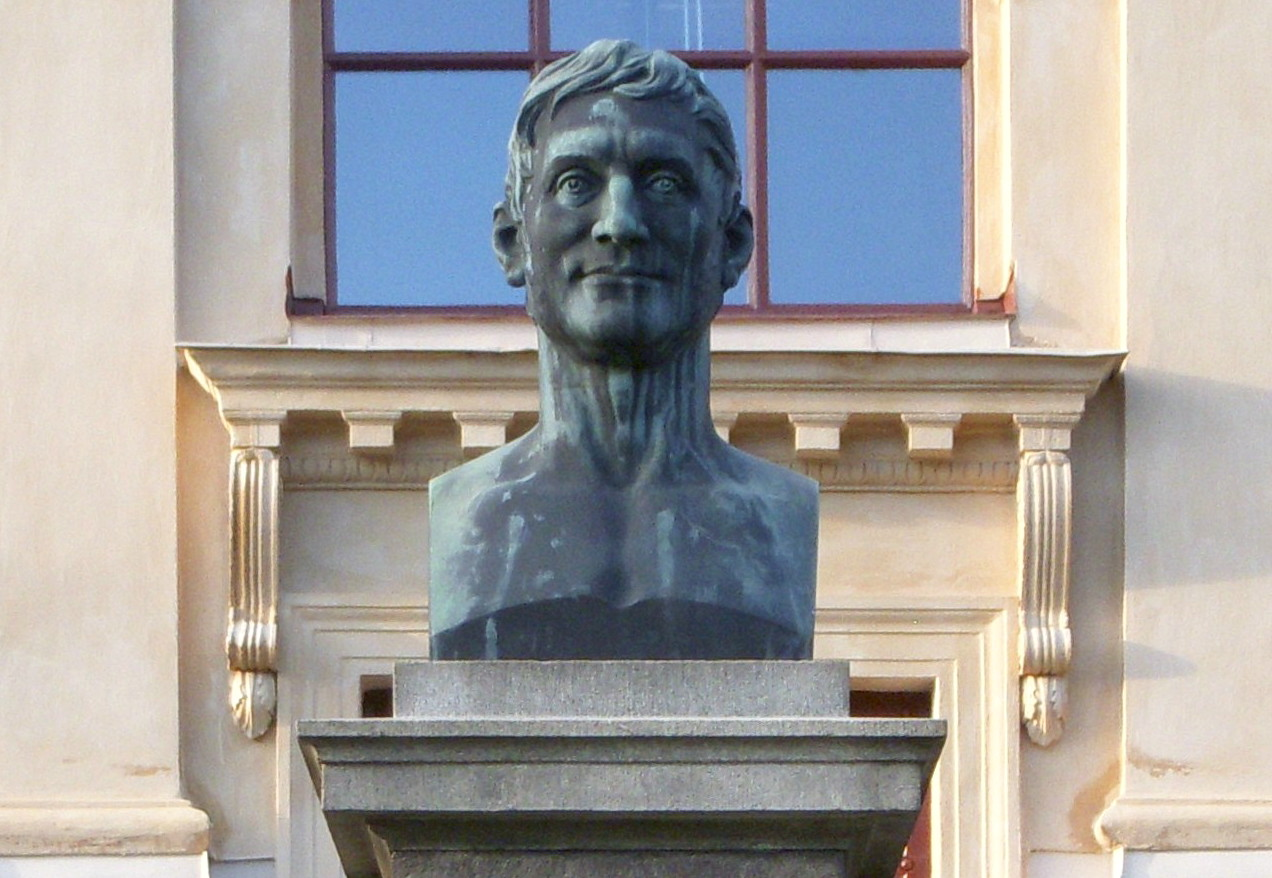
Meyers första större gjutning, Pär Aron Borgs byst vid Manillaskolan (1876).

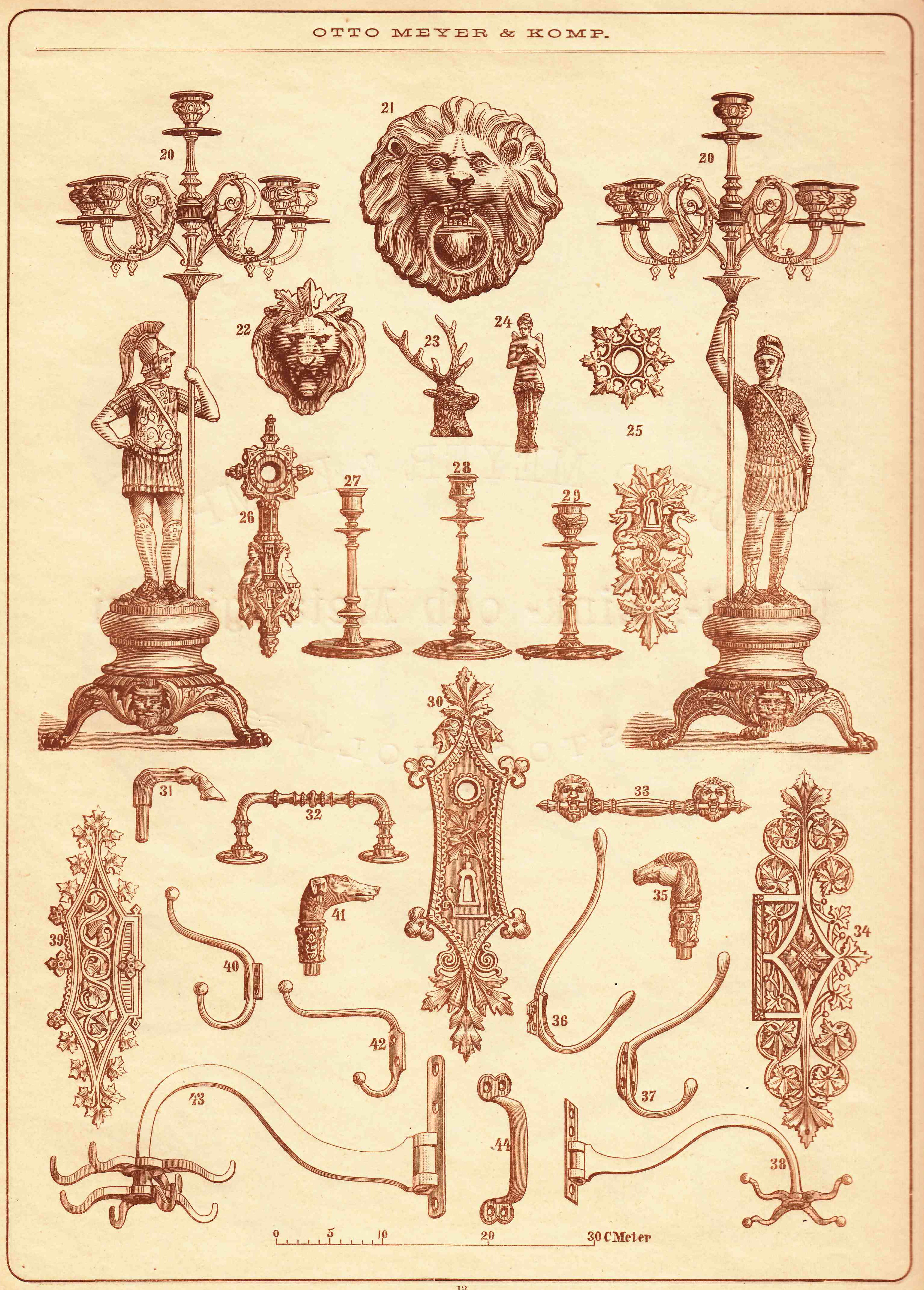
Sida i varukatalogen 1884.

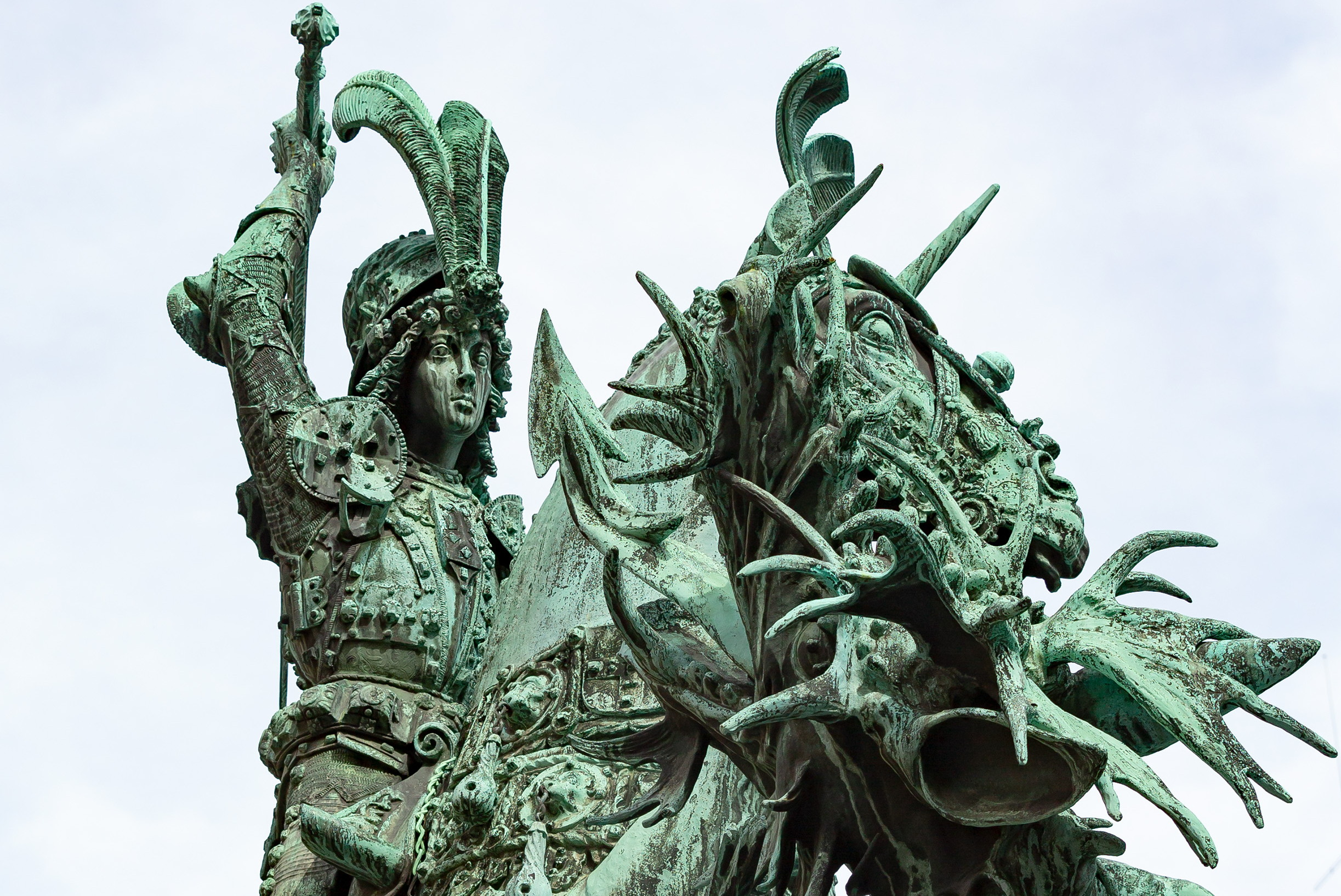
"Sankt Göran och draken", detalj.

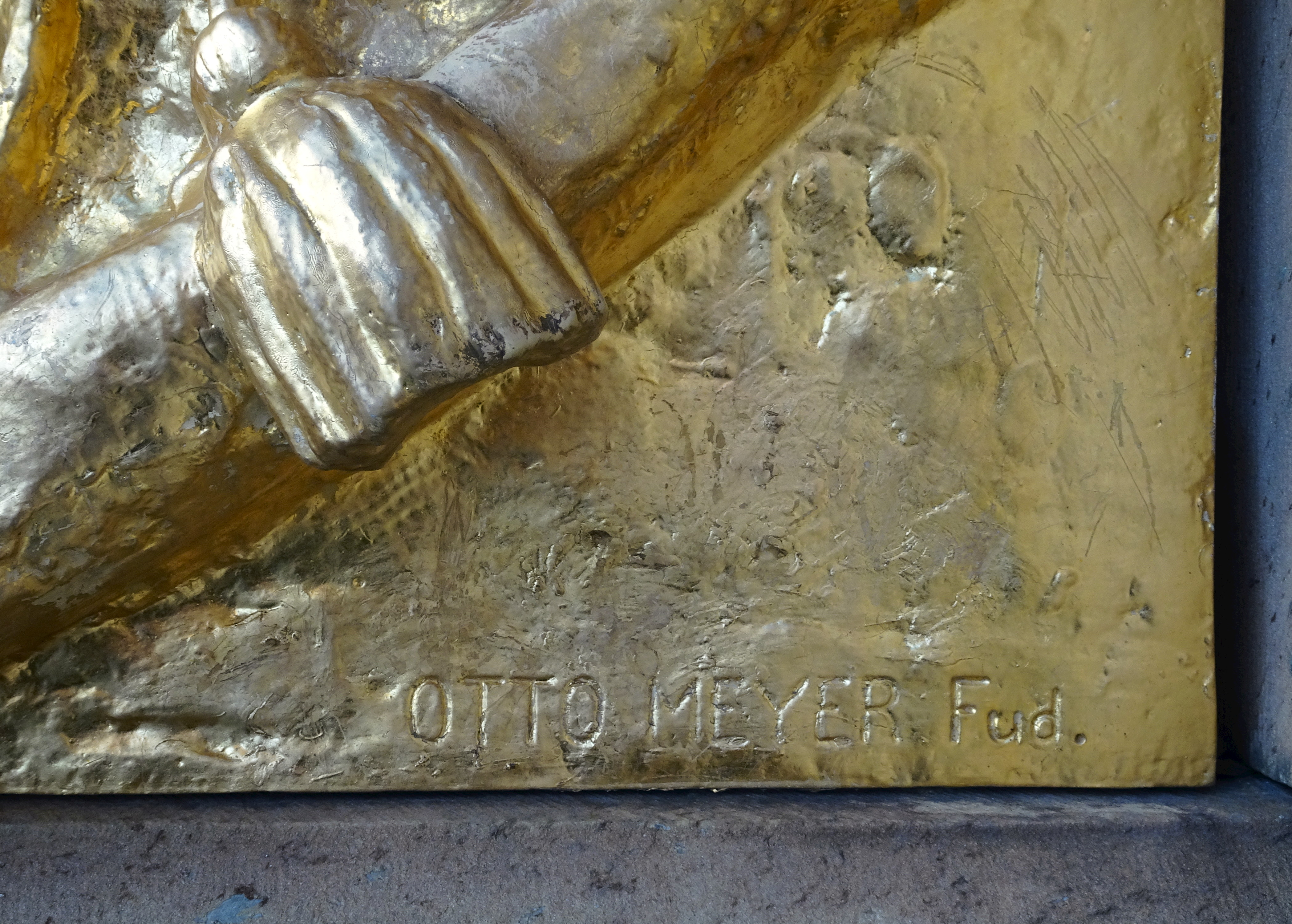
"OTTO MEYER Fud."

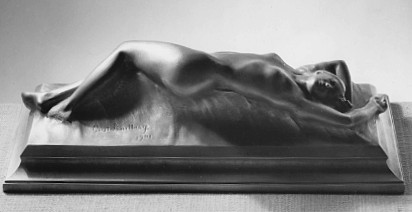
G. Lindbergs "Vågen" i legeringen fritzi.

Redan innan Meyer startade sin egen verksamhet hade han varit delaktigt i färdigställandet av Johan Peter Molins Karl XII:s staty och Molins fontän som göts av statygjutarfirman Lenz-Heroldt i Nürnberg där Meyer var springpojke och lärling. 
Meyers första större uppdrag var en byst av Frithiof Kjellberg visande Manillaskolans grundare Pär Aron Borg. Bysten invigdes på Borgs 100-årsdag den 4 juli 1876. Meyers konstgjuteri har gjutit ett fyrtiotal offentliga statyer bland andra ryttarstatyerna Karl IX i Göteborg, Magnus Stenbock i Helsingborg samt Karl XV, Karl X Gustav, Carl Wilhelm Scheele och Olaus Petri. Till Stockholms slott göt Meyer den så kallade Enleveringsgruppen, som består av fyra skulpturer placerade i nischer på slottets södra fasad.
Ytterligare arbeten ur Meyers gjuteri är Djurgårdsbrons fyra fornnordiska gudar, diverse utsmyckningar till Kungliga operan, Linnémonumentet i Chicago, Gustaf Vasa-statyn av Anders Zorn i Mora och omkring femhundra byster och en mängd porträttmedaljonger, därav 21 för Riksdagshuset i Stockholm. För Nils Ericsons statyn erhöll han 1893 Vasaorden ur Oscar II:s hand.
Sankt Göran och draken på Köpmantorget i Stockholm var ett av de mest komplicerade arbetena i konstgjuteriets historia. Uppdraget att gjuta drakens alla horn och taggar innebar en avsevärd teknisk prestation. Själva avgjutningen av originalet i Storkyrkan gjordes i lera och blev klar i november 1911. Sedan tillverkades gipsdelar i bland annat Tobias Sergels gamla ateljé, slutligen startade bronsgjutningen på Västmannagatan under januari 1912 och sysselsatte ett 20-tal man. Meyer själv hade aldrig varit med om något liknande arbete vare sig i Sverige, Tyskland, Frankrike eller Italien. ”Sankt Göran och draken” avtäcktes den 10 oktober 1912 och fick stor uppmärksamhet i pressen.
En viktig del i Meyers verksamhet var även tillverkningen av byggnadsornament och dörrbeslag. Firman erbjöd ett standardsortiment av över hundra inredningsdetaljer i olika metaller, mest zink och mässing, bland dem figurer, konsoler, ljusstakar, vaser, maskaroner, krokar, dörrhandtag, balusterdockor, rosetter, pilasterkapitel och diverse ornament. Allt förtecknades i en utförlig illustrerad varukatalog som utkom 1884.
Första världskriget medförde svårigheter för firman, dels på grund av materialbrist, främst koppar, och dels på grund av minskade orderingångar. Från Tyska riket kom ett uppdrag att gjuta två bronsbyster visande den tyska kejsaren Vilhelm II och general Erich Ludendorff. Skälet för den ovanliga beställning var att även i Tyskland rådde brist på koppar som var krigsviktig och inte fick användas för utsmyckningar.
Bristen på råvaror under kriget försökte Otto Meyer att möta genom en egen uppfinning, en legering som han kallade fritzi efter sin son Fritz. Receptet för fritzi var hemligt och avslöjades aldrig av Meyer.  Legeringen liknade tenn och smälte vid 700°C. Den var hård, gick att svarva och kunde poleras. En statyett av Gusten Lindbergs liggande kvinnofigur Vågen tillverkades i det materialet. Legeringen fanns bara färdigblandad att köpa för utomstående och försäljningens omfattning är okänd.

### Produktionen under Spaniers tid
År 1919 övertogs rörelsen av Meyers tidigare medarbetare Arne Spanier. Firman hävdade rätt sig väl i konkurrensen. Bland större uppdrag under mellankrigstiden kan nämnas Jenny Lind-statyn på Kärleksudden, Södra Djurgården (1924), Kvinna vid havet i Göteborg (1933), Svenska lejonet i Narva (1936, förstörd 1944) och Uppståndelsemonumentet på Skogskyrkogården (1941). År 1940 färdigställdes Fredrik Frisendahls skulptur Timmerflottare som placerades på en hög sockel i Ångermanälven nära Sollefteå. Den tunga figurgruppens transport genom Stockholm till Stockholms norra station väckte viss uppmärksamhet, den lastades på släde och drogs av en lastbil genom stadens snöfria gator.
Under andra världskriget krympte verksamheten till endast två anställda, men under efterkrigstiden gick det bättre igen och en strid ström av traditionella byster, gravmedaljonger och modernare porträtthuvuden göts. Efter Spaniers död 1971 fortsatte hans son Ove ytterligare två år till 1973. Den sista gjutningen på Meyers utfördes 1973 och blev statyetten Den gyllene hästen skulpterad av Märta Améen som hade beställts av Stockholms kapplöpningssällskap för deras stora pris i 4 000 meter hinderlöpning.

## Bilder

Arbeten i urval
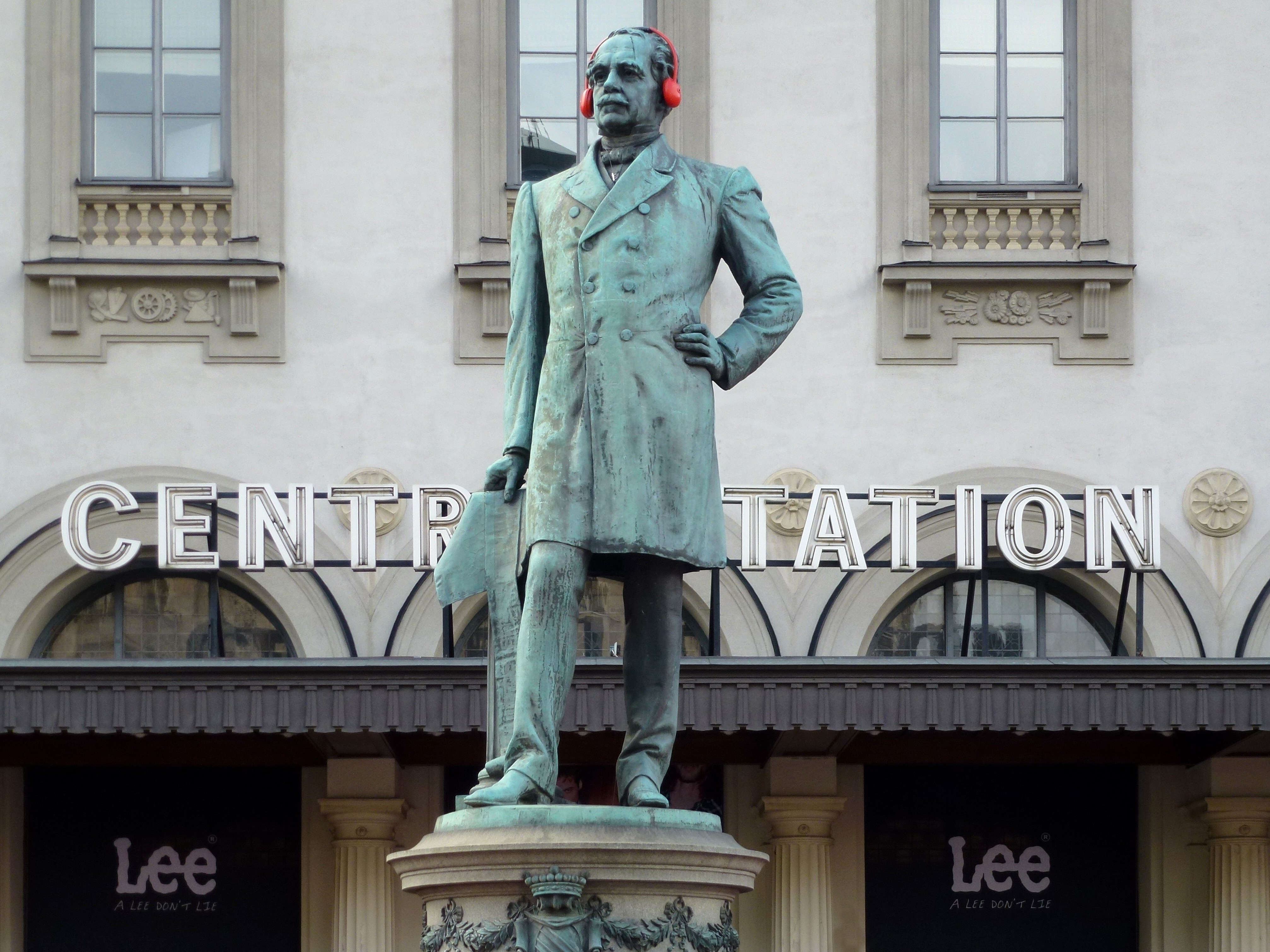
Nils Ericsons staty (1893).
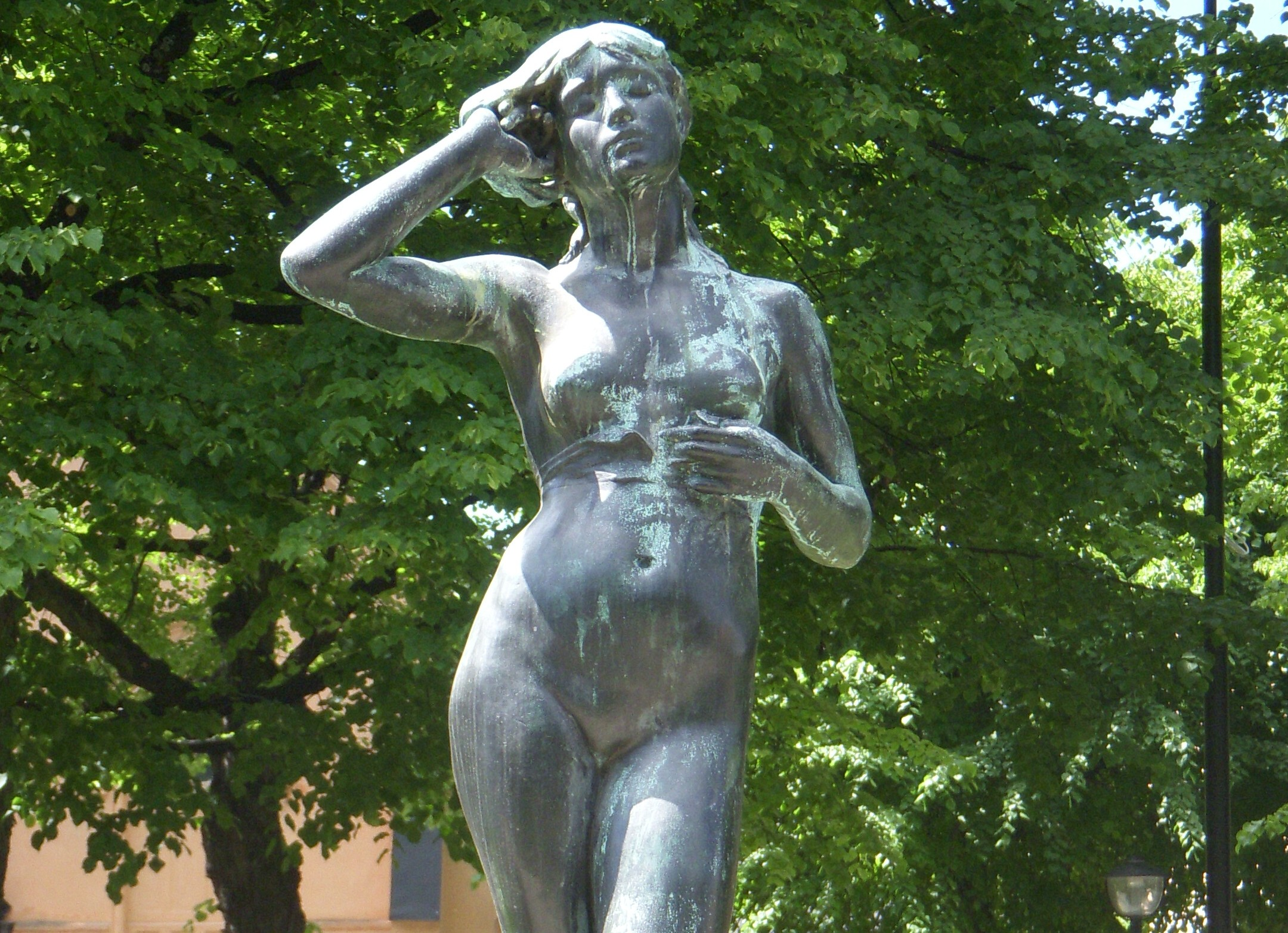
Snöklockan (1900).
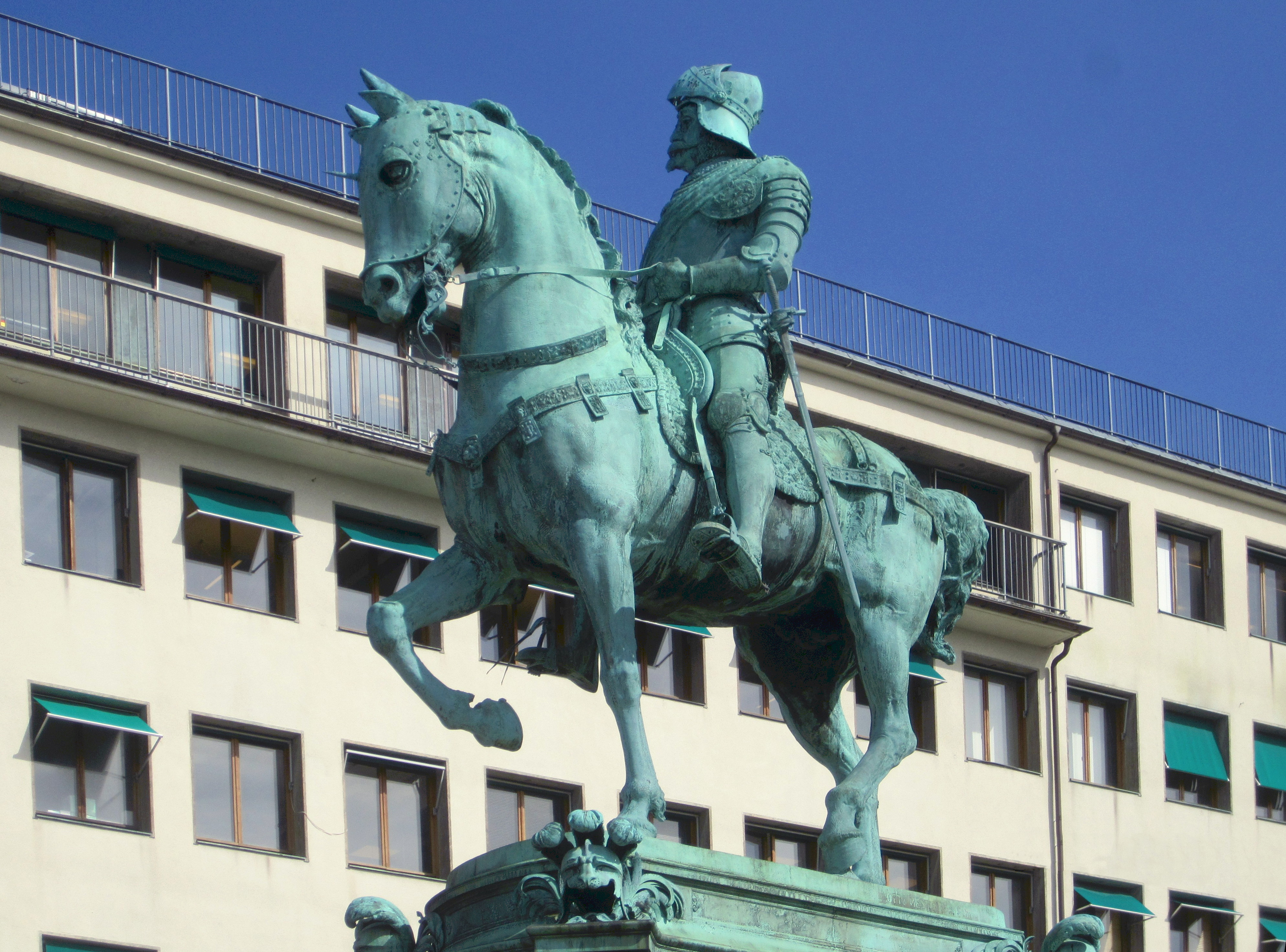
Karl IX:s ryttarstaty i Göteborg (1904).
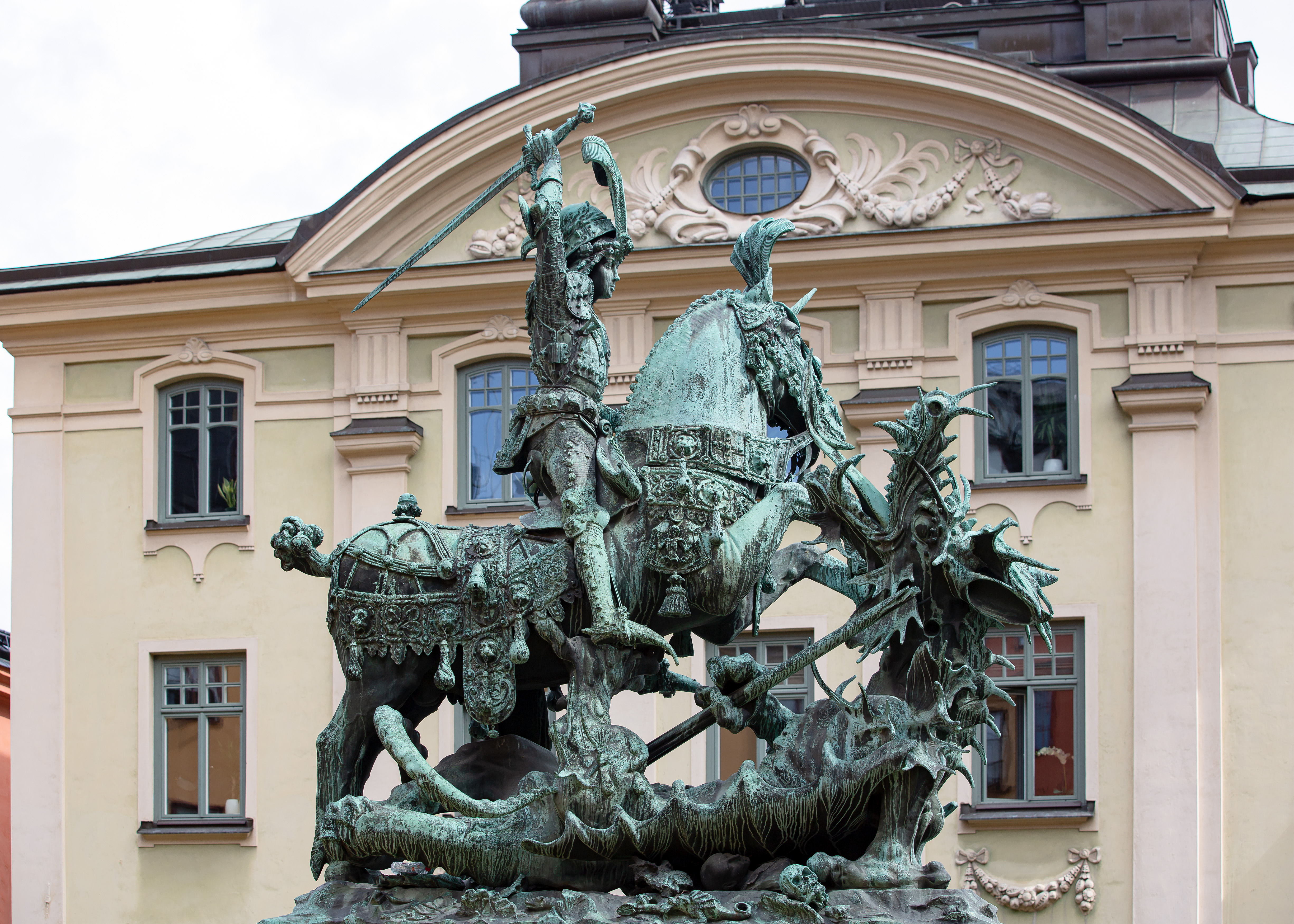
Sankt Göran och draken (1912).

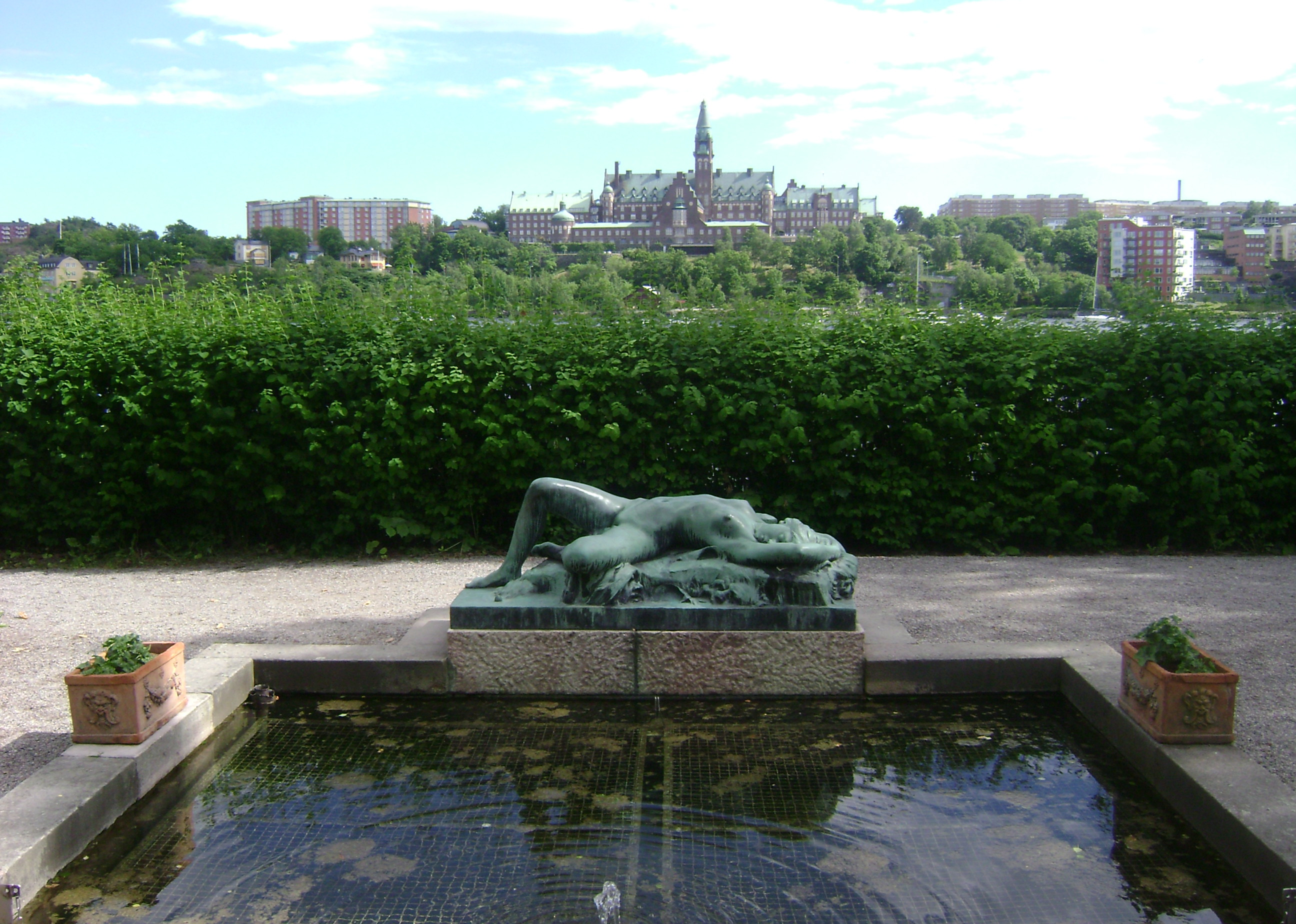
Näckrosen, Prins Eugens Waldemarsudde (1912).
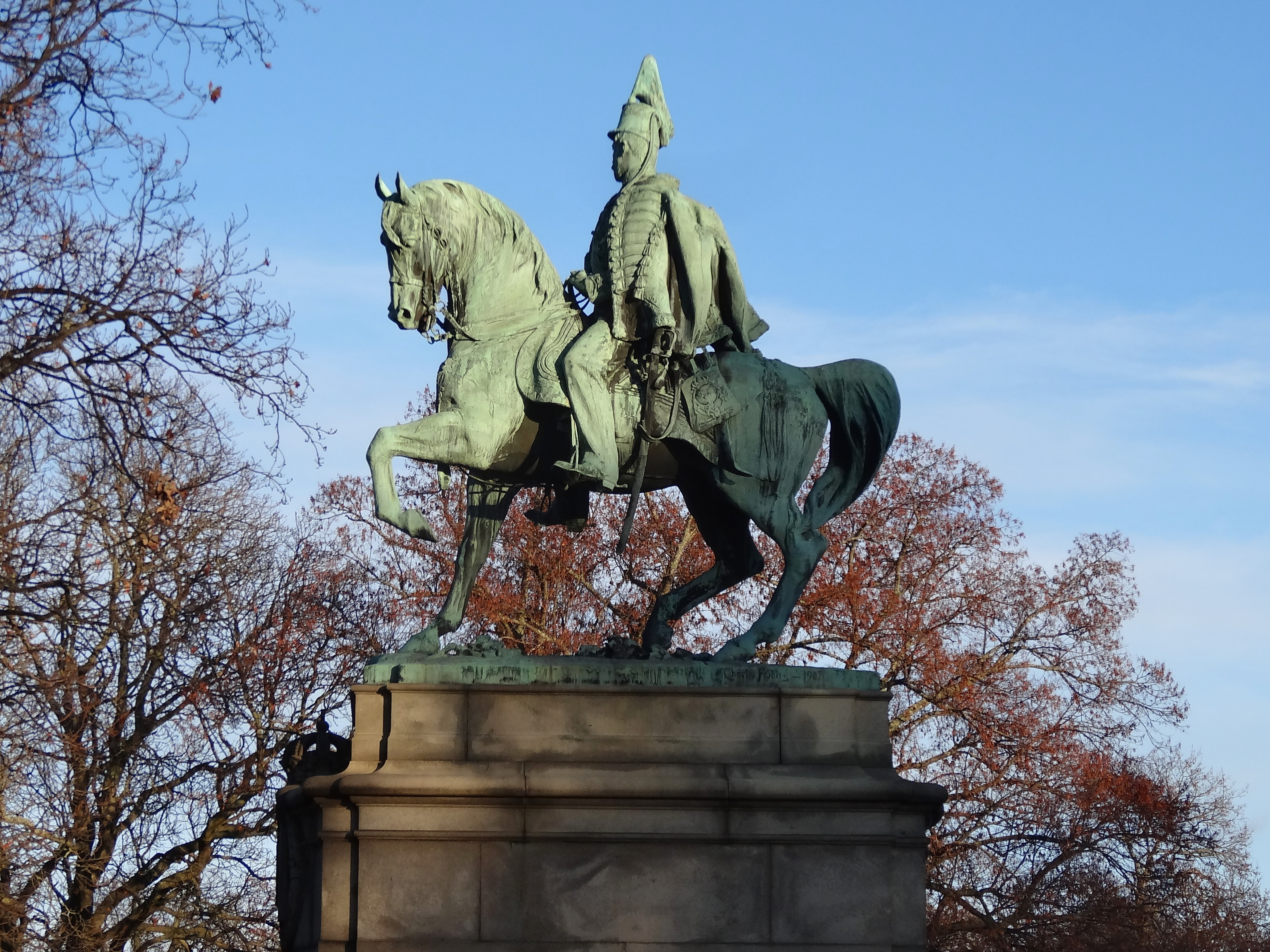
Karl XV:s staty (1909).
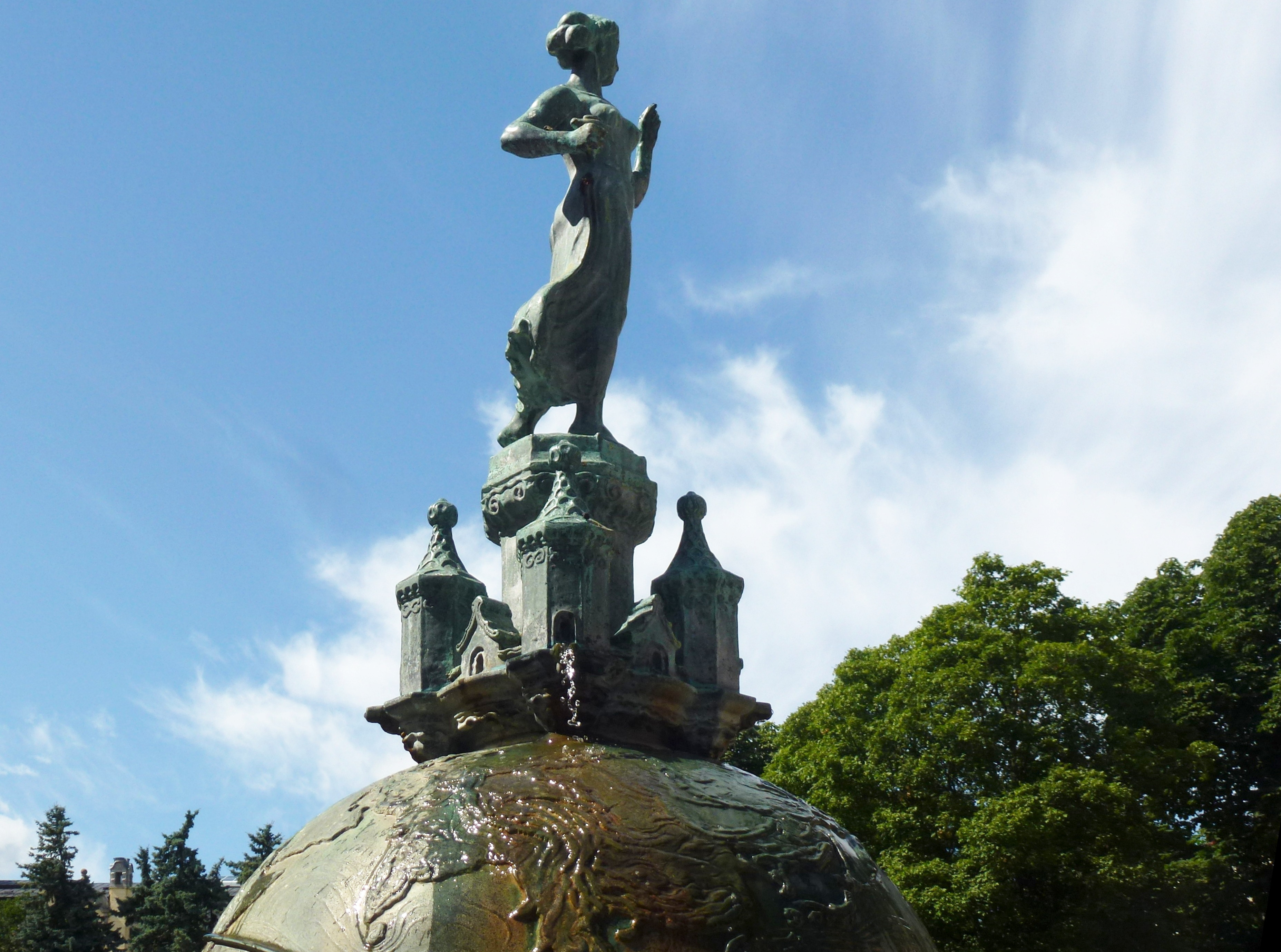
Justitiabrunnen (1917).
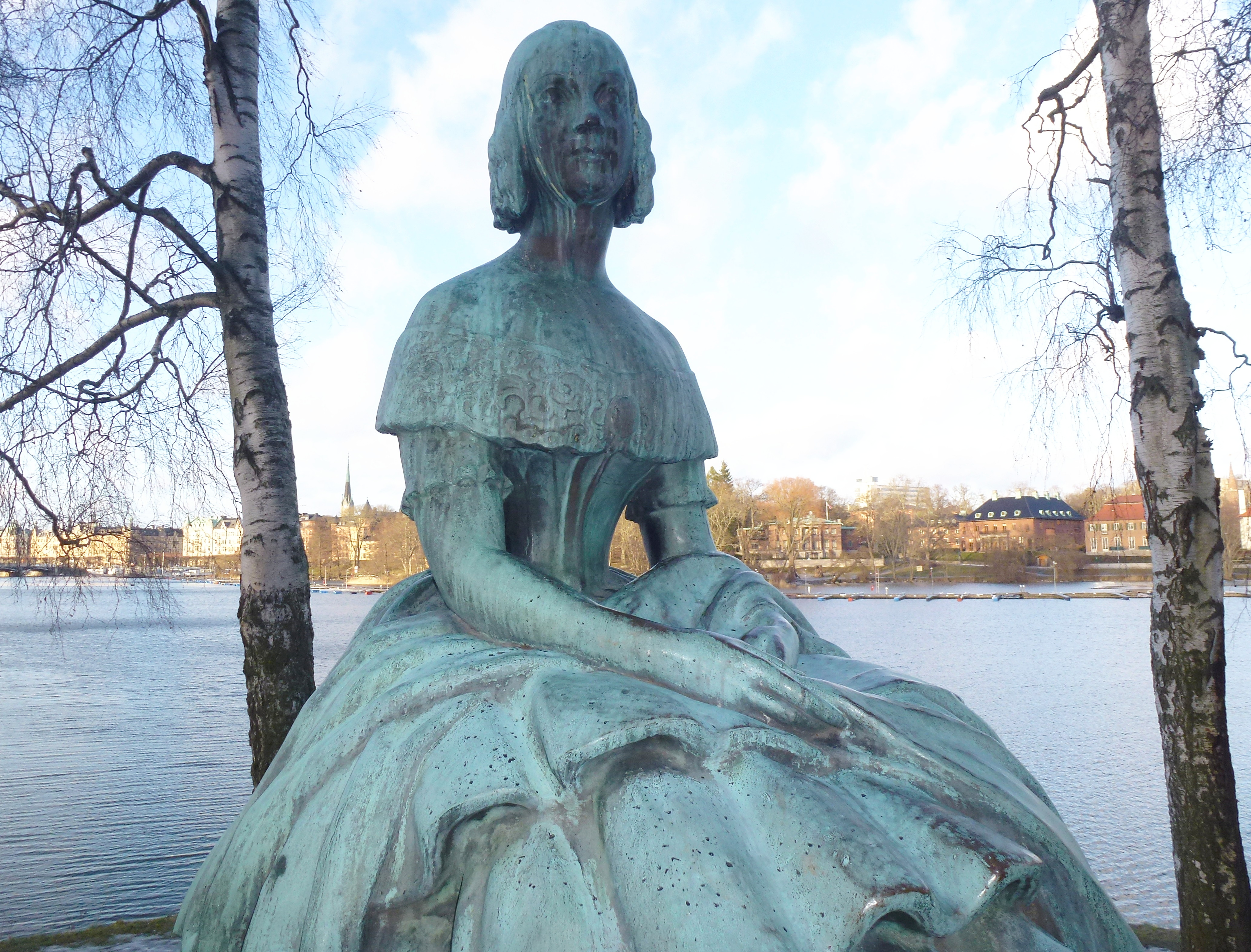
Jenny Lind-statyn (1924).

## Referenser

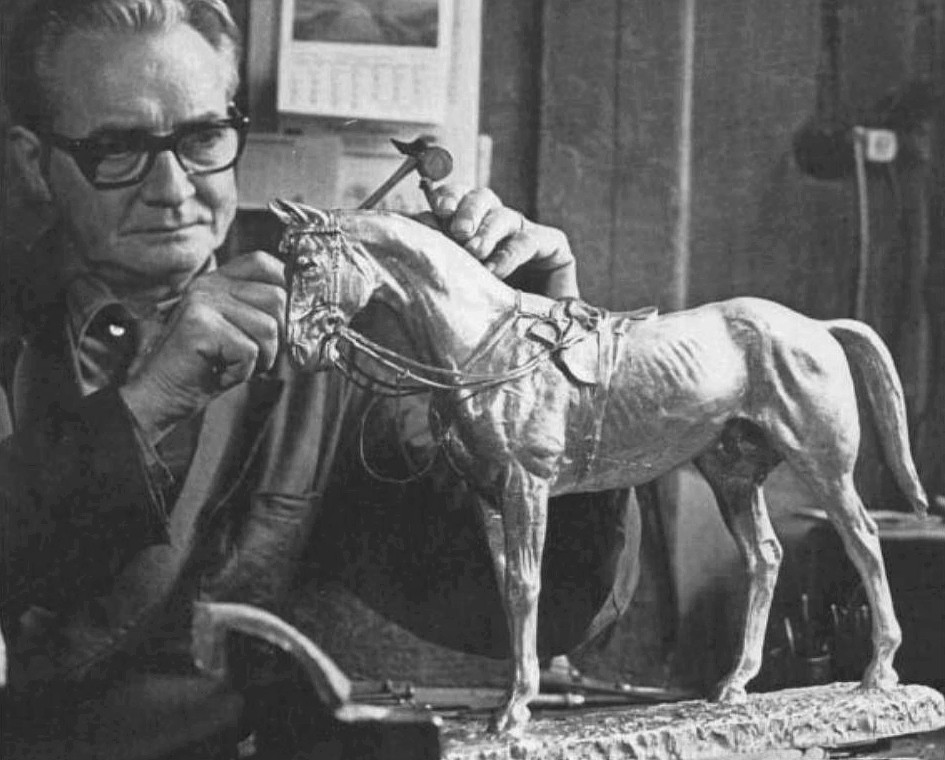
Otto Meyers konstgjuteriets sista gjutning, Den gyllene hästen, 1973.

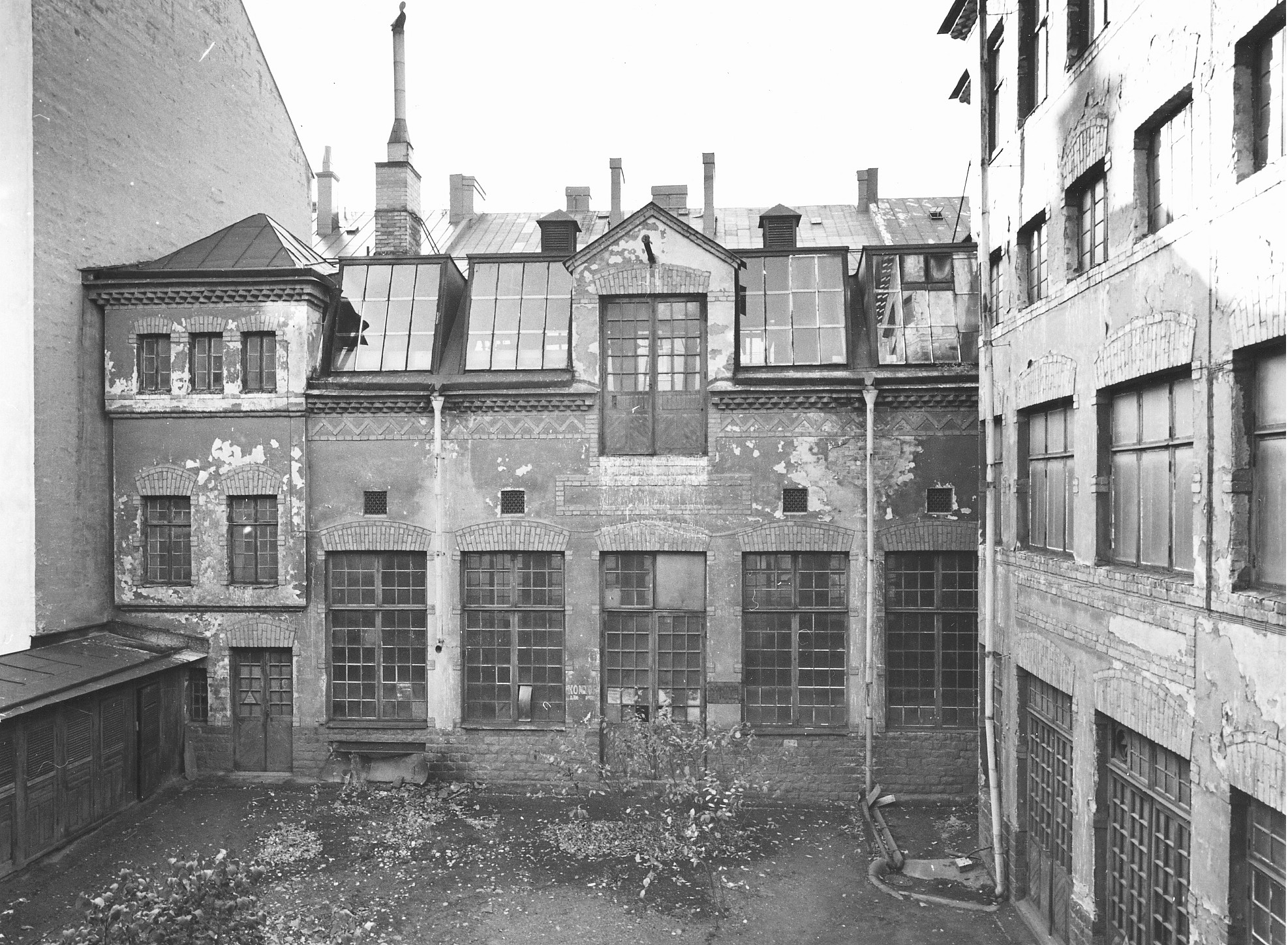
Meyers konstgjuteri i förfall 1979.

Gjuterilokalerna idag
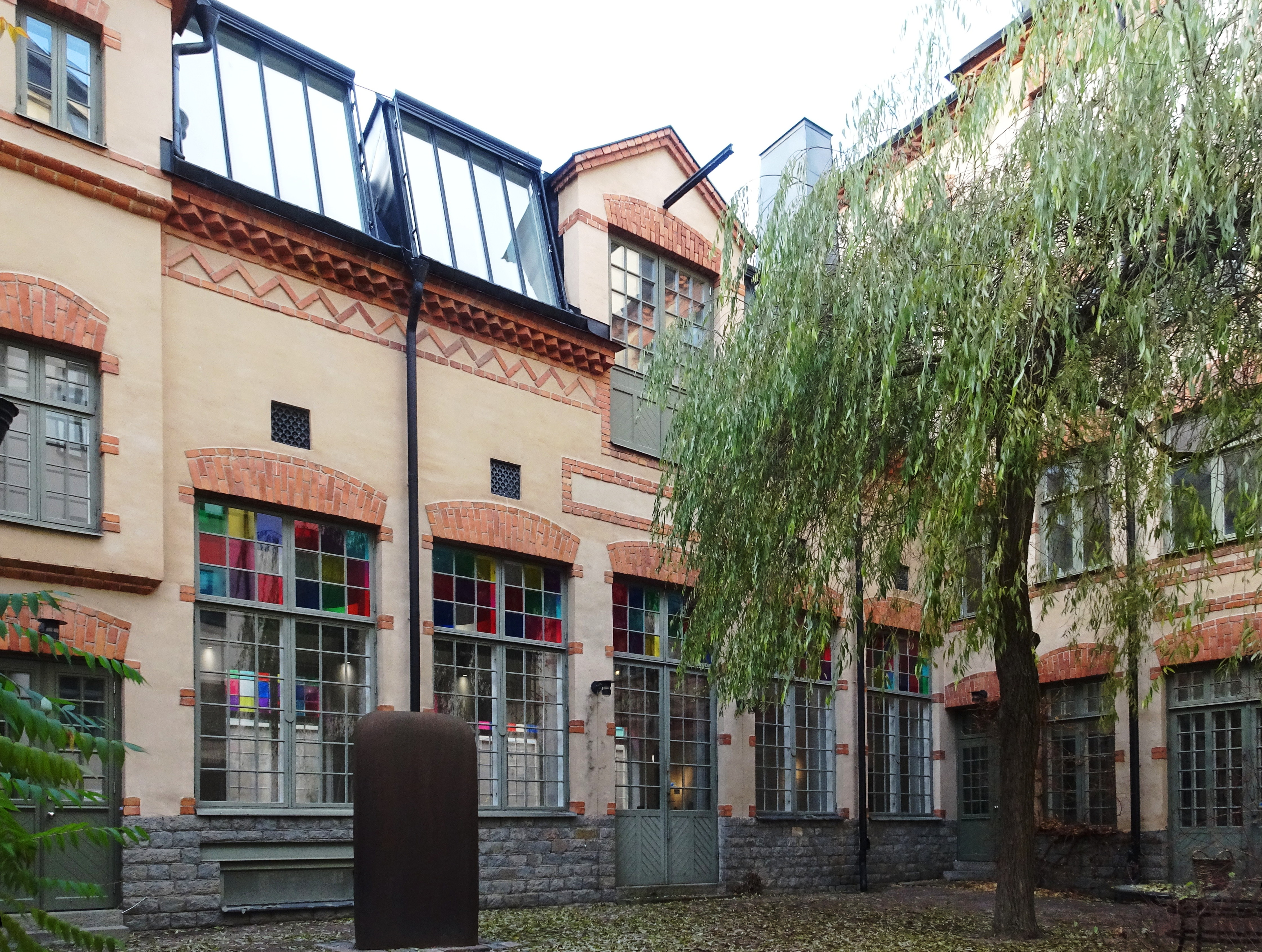
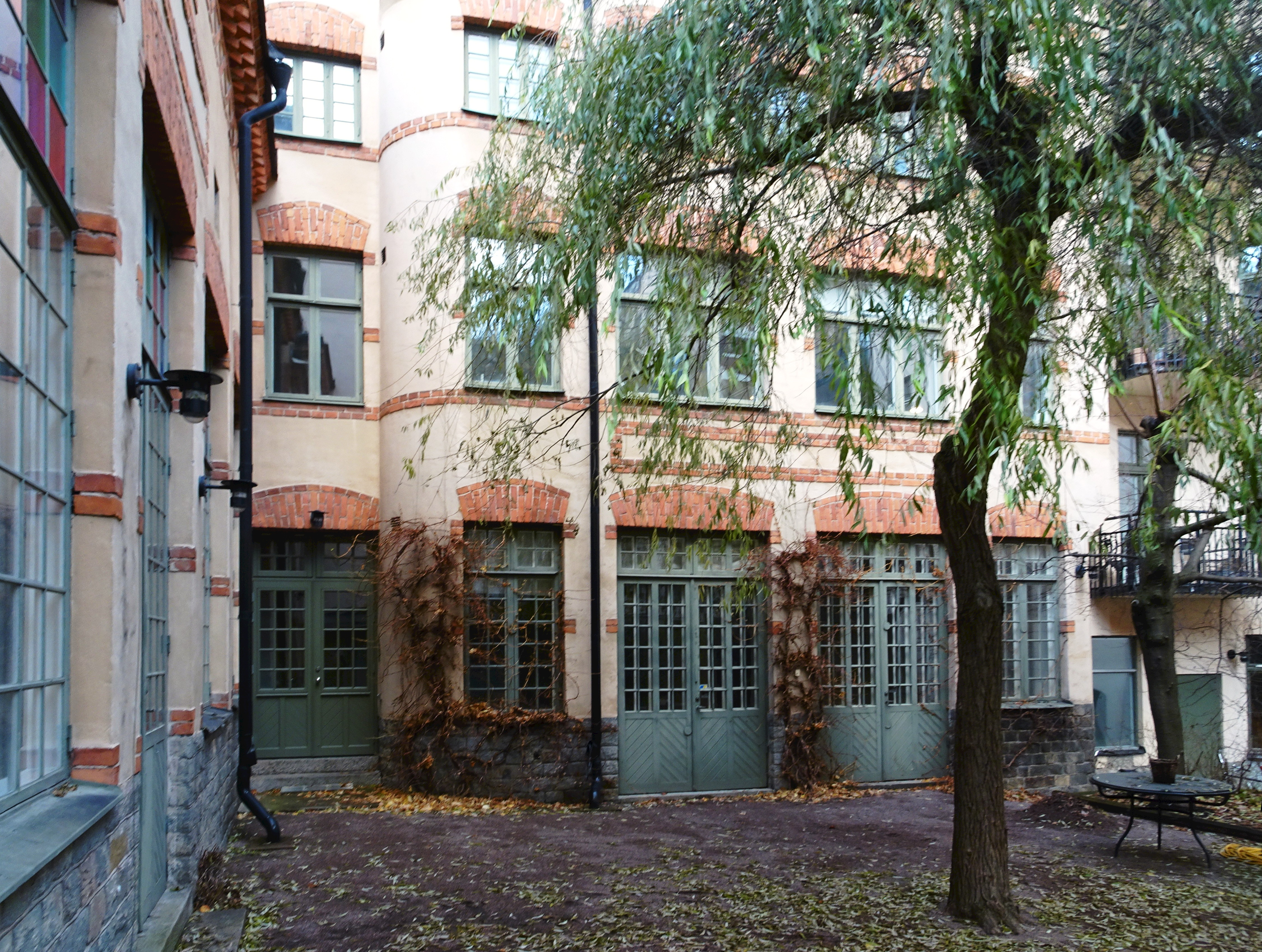
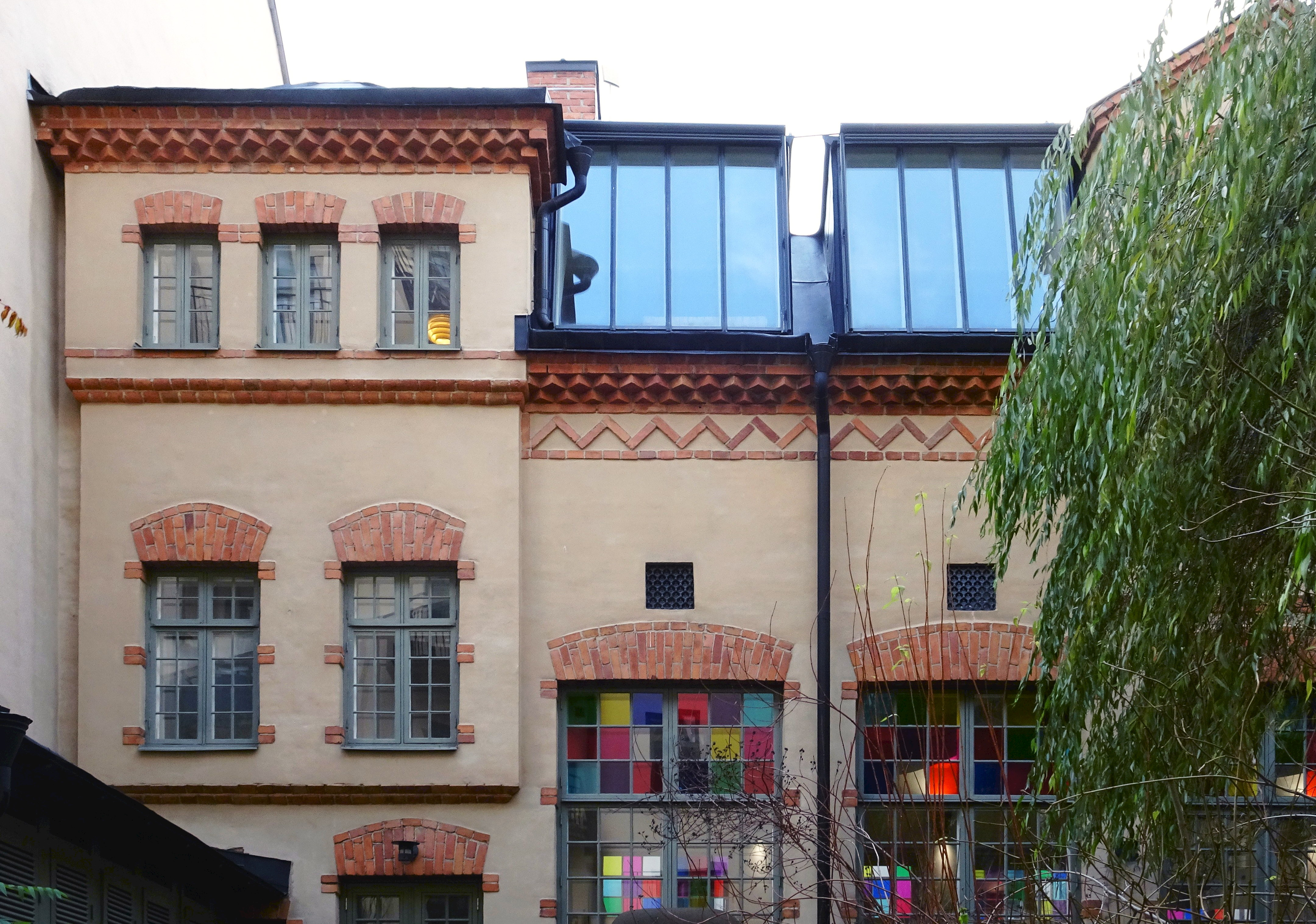
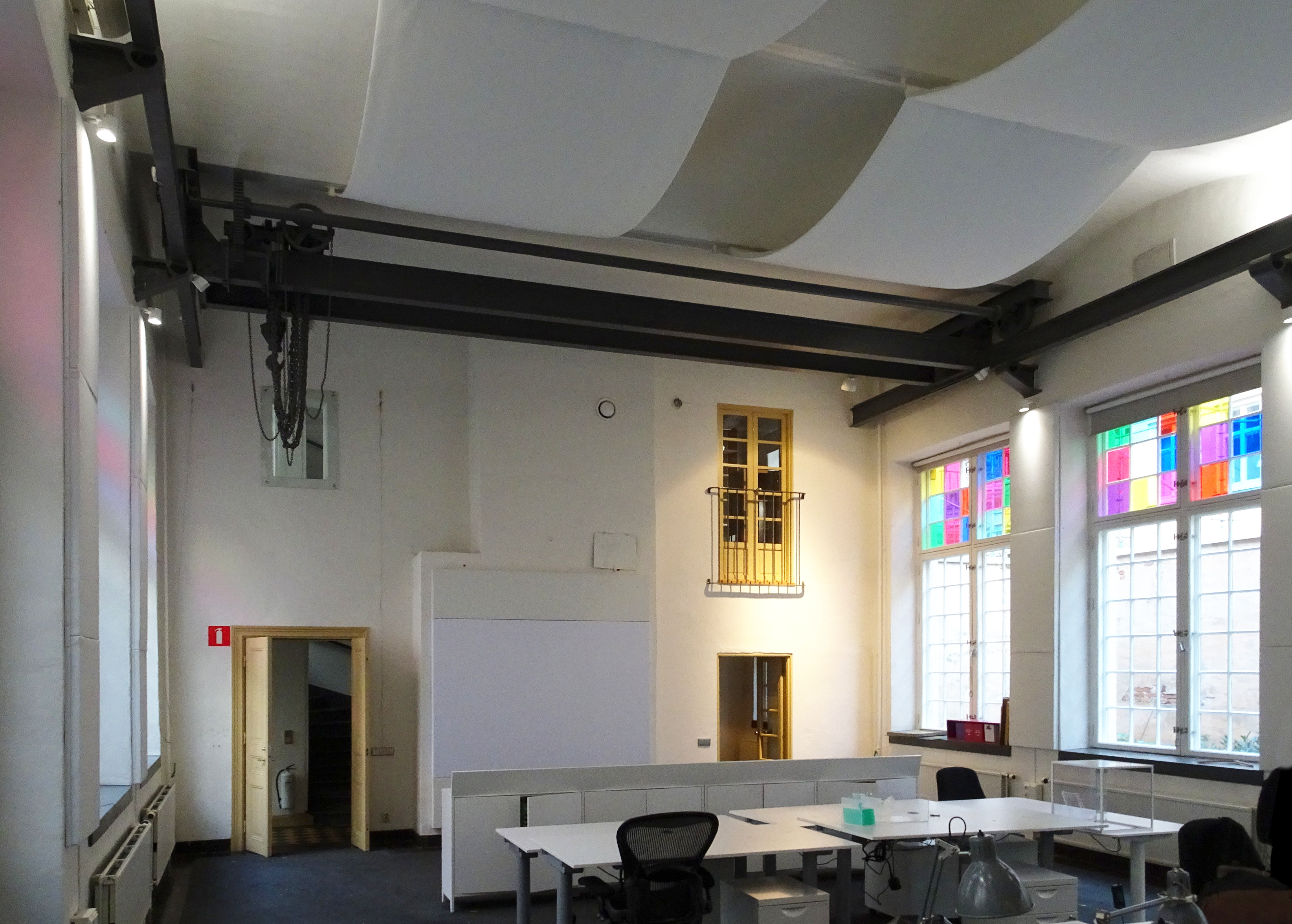